# Loi anti-inflation
Lire en ligne

[PDF] texte officiel

La Loi anti-inflation (anglais : Anti-inflation Act) est une loi fédérale canadienne qui vise à ralentir la forte inflation que subit l'économie canadienne au cours des années 1970.
La loi anti-inflation est adoptée le 3 décembre 1975 et fait partie d'une stratégie plus large de rigueur comprenant également des restrictions de dépenses du gouvernement fédéral ainsi qu'une politique monétaire et fiscale plus restrictive.

## Historique

### Prémisses
Durant la campagne des élections fédérales de 1974, le leader conservateur Robert Stanfield avait proposé un gel des prix et des salaires pour tenter d'endiguer la forte inflation que connaissait alors l'économie canadienne. Le choc pétrolier de 1973 avait en effet profondément déstabilisé l'économie mondiale et la hausse des prix de l'énergie avait entraîné une forte hausse de l'inflation.
Moquée au cours de la campagne par Pierre Elliott Trudeau - le premier ministre libéral sortant - l'idée est mise de côté alors que la hausse des prix accélère pour atteindre un niveau de 10,9 % en 1975. Devant le caractère insoutenable d'un tel niveau d'inflation, Trudeau est forcé de faire volte-face et de reprendre l'idée qu'il avait rejetée avec force un an plus tôt. Il en fait l'annonce à la télévision le 13 octobre 1975.
Avant le 14 octobre 1975 une Commission de surveillance des prix alimentaires existait déjà mais elle n'avait prononcé aucune sanction avant l'annonce de la Loi anti-inflation.

### Parcours législatif
Le projet de loi est présenté à la Chambre des Communes le 16 octobre 1975 par le ministre des Finances Donald MacDonald. Les députés progressistes-conservateurs appuient le projet de loi en 2e lecture mais retirent leur appui lors de l'examen final à la suite du refus du Parti libéral de limiter la durée du programme à 18 mois. Les néo-démocrates rejettent toute initiative de contrôle des salaires, tandis que les députés créditistes condamnent le pouvoir trop grand donné selon eux à la Commission chargée de faire appliquer la loi.
Le 3 décembre 1975, le Parlement du Canada adopte la loi C-73 par 111 voix contre 96,. Tous les députés de l'opposition ont voté contre le projet, à l'exception de George Hees, député progressiste-conservateur de la circonscription de Prince Edward—Hastings.

### Suites
Le ministre des Finances est chargé de l'application de la loi par un arrêté en conseil daté du 13 janvier 1976.

#### Initiatives complémentaires
Le 19 décembre 1975 le gouvernement fédéral annonce ainsi l'abolition de plusieurs programmes sociaux (Perspective–jeunesse, le bureau Information–Canada ou certaines subventions à la recherche), la non-indexation de plusieurs programmes (notamment les allocations familiales) et une surtaxe temporaire de 10 % sur les revenus supérieurs à 30 000 $.

#### Renvoi à la Cour suprême
La loi a fait l'objet d'un renvoi devant la Cour suprême. Dans son jugement du 12 juillet 1976, la Cour estime que la loi est valide selon les pouvoir d'urgences du principe de paix, ordre et bon gouvernement.

## Modalités
La hausse des salaires est limitée à 10 % au cours de la première année du programme en 1976, puis 8 % en 1977 et 6 % en 1978. Une Commission de lutte contre l'inflation est créée pour contrôler l'application des limites fixées par la loi, et est dotée de pouvoirs d'enquête et d'amende. Un tribunal d'appel en matière d'inflation est également institué.
Ces restrictions s'appliquaient notamment:
- Aux fonctionnaires fédéraux, incluant les organismes de la Couronne ;
- Les salariés de compagnies employant plus de 500 salariés ;
- Les employés des firmes de l'industrie du bâtiment ayant plus de 20 employés.

La loi entre en vigueur le 16 décembre 1975 (lendemain de sa sanction) et il est alors prévue qu'elle expire au plus tard le 31 décembre 1978.

## Mesures similaires

### Québec
La loi concernant les mesures anti-inflationnistes est sanctionnée le 19 décembre 1975 même si son application est anticipée au 14 octobre 1975. Elle institue une Régie des mesures anti-inflationnistes qui est chargée de surveiller les mouvements de prix et une Commission d'appel des mesures anti-inflationnistes qui est chargée d'entendre les contestations relatives aux ordonnances rendues par la Régie.
La loi fait suite à l'annonce du premier ministre Trudeau du 13 octobre 1975 dont les objectifs sont souscrits par le premier ministre du Québec Robert Bourassa. La loi provinciale permet la mise en place du régime anti-inflation dans les secteurs relevant de la juridiction du Gouvernement du Québec.